# Mister Global Venezuela
Mister Global Venezuela es un concurso de belleza masculino nacional de Venezuela. Este certamen es responsable de seleccionar al representante de ese país a Mister Supranational. Su primera participación en el Mister Global  fue en el 2014, donde fue enviando el  Caraqueño Yumber Jiménez, logró posicionarse como primer finalista

## Venezuela en el Mister Supranational
El Mister Global es la 5.ª Competencia Internacional de Belleza Masculina más importante del mundo. La Organización Mister Deporte Venezuela realiza cada año un concurso nacional para seleccionar al venezolano que representará a su país en el Mister Global.
Color Clave
- Ganador
- Finalistas
- Semi-Finalistas

| Año  | Representante                 | Estado           | Edad | Posición       | Premios |
| ---- | ----------------------------- | ---------------- | ---- | -------------- | ------- |
| 2015 | Yuber Jiménez                 | Nueva Esparta    | 23   | 1.er Finalista |         |
| 2019 | Cristian Arnaldo Nunes Angulo | Distrito Capital | 24   | Top 16         |         |